# Svein Kvia
Svein Kvia (ur. 27 września 1947 w Stavanger, zm. 2 lutego 2005) – norweski piłkarz występujący na pozycji pomocnika. Trener piłkarski.

## Kariera klubowa
Kvia całą karierę spędził w Vikingu. Rozpoczął ją w sezonie 1965, gdy Viking grał w pierwszej lidze. W tamtym sezonie spadł z nim jednak do drugiej ligi. W sezonie 1967 wraz z Vikingiem awansował z powrotem do pierwszej. Pozostał w niej już do końca kariery w 1980 roku. Przez ten czas wraz z zespołem pięciokrotnie zdobył mistrzostwo Norwegii (1972, 1973, 1974, 1975, 1979), a także raz Puchar Norwegii (1979).

## Kariera reprezentacyjna
W reprezentacji Norwegii Kvia zadebiutował 3 lipca 1969 w wygranym 3:0 towarzyskim meczu z Bermudami. 25 lipca 1973 w wygranym 3:0 towarzyskim pojedynku z Koreą Północną strzelił swojego pierwszego gola w kadrze. W latach 1969–1976 w drużynie narodowej rozegrał 37 spotkań i zdobył 3 bramki.

## Kariera trenerska
Jako trener Kvia prowadził tylko zespół Viking FK. Najpierw w 1977 roku jako grający trener, a potem jeszcze w latach 1984, a także 1986-1987. W sezonie 1984 wywalczył z nim wicemistrzostwo Norwegii, a także dotarł do finału Pucharu Norwegii (przegrana z Fredrikstadem).